# Harper’s Magazine
Harper’s Magazine – amerykański miesięcznik społeczno-polityczny, który ukazuje się nieprzerwanie od 1850 roku, co czyni go drugim (po Scientific American) najdłużej wydawanym czasopismem w Stanach Zjednoczonych.

Przeciętny nakład magazynu to 220 000 egzemplarzy.